# 宇宙の終焉
| 宇宙に終わりはあるのか。あるとしたら、どのようにして終焉を迎えるのか。 |

宇宙の終焉（うちゅうのしゅうえん、Ultimate fate of the universe）とは、宇宙物理学における、宇宙の進化の最終段階についての議論である。さまざまな科学理論により、さまざまな終焉が描かれており、存続期間も有限、無限の両方が提示されている。
宇宙はビッグバンから始まったという仮説は、多くの科学者により合意を獲得している。宇宙の終焉は、宇宙の質量 / エネルギー、宇宙の平均密度、宇宙の膨張率といった物理的性質に依存している。

## 宇宙の終焉に関するいくつかの理論
20世紀初めまで、宇宙に関する科学的描像の主流は「宇宙は永遠に変化をしないまま存在し続ける」というものであった。このような宇宙モデルは現在では定常宇宙論として知られている。しかし1920年代にハッブルが宇宙の膨張を発見したことで、宇宙の始まりと終わりが科学的研究の重要な対象となった。
宇宙の始まりはビッグバンと広く呼ばれている。宇宙の終焉に関する理論は大まかに3つのグループに分けられる。
終焉はない
現在の観測結果にもかかわらず、宇宙はかつて信じられていたように永遠のものである。
- 定常宇宙論

一時的事象として終焉を迎える
ビッグバンの前にはビッグクランチがあった。宇宙は将来再びビッグクランチを迎え、続くビッグバンで再び膨張する。このような振動が永遠に続く。
- 振動宇宙論 (Oscillatory universe)
  - サイクリック宇宙論

永久的な事象として終焉を迎える
宇宙自体に終焉はないが、宇宙内部の存在全てが一様な平衡状態に達する。
- 宇宙の熱的死
- ビッグリップ (Big Rip)
- 宇宙の低温死 (Big Freeze / Big Chill / Cold Death)

ある時点で重力が宇宙膨張に打ち勝ち、宇宙は収縮に転じて一点に潰れる。
- ビッグクランチ

現代の理論は全て、宇宙論的推測を行うための共通の背景を与えている一般相対性理論を受け入れなくてはならない。上記の理論のほとんどは一般相対論の方程式の解であり、宇宙の平均密度や宇宙定数の値といったパラメータのみが異なっている。
初めの2つのグループについてはここでは論じない。宇宙の終焉そのものを否定しているからである。これらの理論では、何らかの意味のある活動がこの宇宙で永遠に続き得るとされる。以下ではこれら以外の可能性について議論する。

## 2種類の終焉
空間の曲率が0か負の開いた宇宙と、曲率が正の閉じた宇宙かで、宇宙がどう終焉するかは大きく変わる。

### 開いた宇宙の熱的死
開いた宇宙は、わずかに減速しながらも永遠に膨張を続け、熱的死を迎える。宇宙内部の環境は、我々が知っているような生命が存在できない状態にある時点で落ち着くと考えられる。このような宇宙で非常に長い時間スケールで起こると考えられる様々な事象については、1 E19 s 以上を参照のこと。
このような宇宙モデルの下で遠い将来に起こる現象を時系列順に正確に推定することは非常に難しいが、定性的にはおよそ以下のような現象が起こると考えられる。

#### 星形成の停止
現在の宇宙では、通常の物質（バリオン）の大部分は天体、特に恒星と星間ガスの形で存在している。恒星は時間とともに進化し、軽い星は白色矮星として一生を終える。重い星は進化途中での質量放出や超新星爆発によって物質の大半を星間ガスに戻し、質量の一部が中性子星やブラックホールとなる。星間ガスの高密度の部分が収縮すると再び恒星が生まれる。このようにしてバリオンはリサイクルされているが、恒星の進化サイクルごとにある割合の質量が白色矮星や中性子星、ブラックホールといったコンパクト天体として固定されるため、長い時間が経つと宇宙全体でリサイクル可能なバリオンの量は少しずつ減っていき、やがて星間ガスは尽きて新たな星形成は起こらなくなると考えられる。一説によると、このような状態になるまでの時間はおよそ1014年程度と見積もられている。
星形成が起こらなくなると、宇宙には可視光を放つ天体は次第に減っていき、やがては冷却途中のコンパクト天体の余熱が赤外線や電波で見えるだけになる。

#### ブラックホールの成長
質量が太陽の8倍程度よりも重い恒星は超新星爆発を起こす。太陽の25倍程度よりも重い恒星では超新星爆発の後にブラックホールが生まれると考えられている。一つの銀河の中で起こる超新星爆発はおよそ100年に1回程度の割合であるため、ごく大雑把な見積もりでは一つの銀河の中に現在約108個程度の恒星質量クラスのブラックホールが存在することになる。また、1990年代以降の観測によって、多くの銀河の中心には106-8太陽質量という大質量ブラックホールも存在することが明らかになっている。
ブラックホールは周囲の物質を呑み込んで成長していく。また、銀河のような自己重力多体系の中では動力学的摩擦と呼ばれる過程で質量の大きな天体が系の中心に沈んでいく傾向にある。このようにしてブラックホールは成長しながら銀河中心に向かって集まり、互いに合体してさらに成長するといった過程が考えられる。このようにして、やがては銀河中心の大質量ブラックホールが銀河全体の質量を全て呑み込むことになる。このような状態に至るまでの時間はおよそ1030年程度と見積もられている。
物質を呑み込んで成長しているブラックホールは周囲に降着円盤を形成する。降着円盤はX線やγ線を放射するため、この時代の宇宙にはこのようなX線源・γ線源のみが見えるようになる。
宇宙全体には銀河同士が集まった銀河団や、銀河団同士がさらに重力的に引き合ってフィラメント状に連なった大規模構造と呼ばれる構造も存在する。この階層的構造のうち、宇宙膨張から切り離されて力学的平衡状態に達しているのは銀河団までである。従って、銀河質量クラスの超巨大ブラックホール同士が自己重力でさらに集合したとしても、1個に合体できるのは銀河団質量までであり、それより大きな構造についてはブラックホールが合体するより宇宙膨張によって離れる速度の方が速いと考えられる。よって、このようなブラックホールの成長過程はブラックホールが銀河〜銀河団程度の質量になった時点で止まり、これ以降はこのような超巨大ブラックホールが宇宙に散在した状態で、互いに宇宙膨張で離れていくことになる。（やがてその速度は光速を超え、お互いを見ることができなくなる。）

#### ブラックホールの蒸発
ブラックホールは物質や光を吸い込むと同時に、その質量に応じた温度で熱放射を行って蒸発する。これをホーキング放射と呼ぶ。ブラックホールの温度が外界よりも低い場合には外界の放射を吸収して成長し、ブラックホールの温度が外界よりも高い場合には放射を出して蒸発する。現在の宇宙の温度（宇宙マイクロ波背景放射の温度）は約2.7Kであり、この温度で蒸発できるブラックホールは月の質量程度より軽いブラックホールに限られるが、宇宙が膨張して宇宙背景放射の温度が60nKまで下がると恒星質量程度のブラックホールも蒸発するようになる。さらに10-19K程度にまで宇宙の温度が下がると、銀河質量クラスの大質量ブラックホールも蒸発を始める。宇宙背景放射の絶対温度は宇宙のスケール因子に反比例するので、宇宙がこの温度に達するのは宇宙が現在の 1019 倍の大きさまで膨張した時点である。
このような巨大ブラックホールの蒸発が始まる時刻は、以下のように推定されている。現在最も有力な宇宙モデルでは、現在の宇宙は宇宙定数が優勢な加速膨張期にあると考えられている。このような加速膨張時代には、時刻 t での宇宙のスケール因子 {\displaystyle a(t)} は以下の式に従う。
{\displaystyle a(t)\propto e^{{\sqrt {\Omega _{\Lambda }}}H_{0}t}}
ここで {\displaystyle \Omega _{\Lambda }}：宇宙定数の密度パラメータ ({\displaystyle \simeq 0.7})、{\displaystyle H_{0}}：ハッブル定数 ({\displaystyle \simeq 71{\rm {km}}{\rm {s}}^{-1}{\rm {Mpc}}^{-1}})。
この式より、宇宙のサイズが今の1019倍になるのは約7300億年後と見積もることができる。従って銀河質量クラスの巨大ブラックホールが形成される頃には、宇宙はこのような巨大ブラックホールでも蒸発できるほど十分低温になっている。
ブラックホールの蒸発が始まってから全て蒸発し尽されるまでには長い時間がかかる。太陽質量程度のブラックホールの蒸発時間は約1067年である。蒸発時間はブラックホールの質量の3乗に比例するため、銀河質量クラスのブラックホールが蒸発し尽くされるには約10100年かかる。

#### 黒色矮星の超新星爆発
黒色矮星の内部では原子核は互いに正の電荷をもっているため互いに反発しあっているが、高い圧力によって格子に閉じ込められ、その間をプラズマ化した電子が結びつけることによって星を構成している。しかし、原子核は量子トンネル効果により気の遠くなるような時間をかけて核融合が進行。この時放出された陽電子が電子と対消滅を起こすことで原子核を結びつけていた電子が減少し、やがて自重に耐えられずに超新星爆発を引き起こす。このような超新星爆発は太陽の1.2～1.4倍程度の質量の黒色矮星が起こすとされ、それが最初に起きるのは101100年後とされ、そして1032000年後に最後の超新星爆発が起こると予測されている。

#### 放射のみの宇宙
最後の黒色矮星が超新星爆発を起こした後には、宇宙背景放射の光子とブラックホールの蒸発で生まれた光子だけが宇宙を満たした状態になる。この時代の宇宙は絶対零度に限りなく近いため、光子のエネルギーは非常に低い。よってこれらの光子から再び物質粒子が生成されることはあり得ず、放射のみが存在する宇宙が指数関数的に膨張していき、絶対零度に向かって永遠に冷却し続けることになる。
この極低温の状態はビッグフリーズ (Big Freeze) やビッグチル (Big Chill) などと呼ばれている。これは19世紀に考えられていたエントロピー増大の過程とは別の物理過程の結果生じるものであり、いわゆる熱的死とは別の状態である。

#### 陽子崩壊
上記の見積もりでは陽子崩壊の影響を考えていないが、大統一理論が正しければバリオンの多くを占める陽子が崩壊することが予想されている。ただし、その場合でも陽子の寿命は現在の推定では少なくとも1033年以上とされている。よって上記のシナリオが正しければ、陽子が崩壊する前にほとんどのバリオンは大質量ブラックホールに吸収されてしまうことになる。

### 閉じた宇宙のビッグクランチ
閉じた宇宙は、膨張が減速しやがて収縮に転じ、ビッグバンの時間逆転であるビッグクランチを迎える。

## 近年の宇宙論による影響

### インフレーション宇宙論
インフレーション宇宙論によると、インフレーション前の曲率がどうであれ、インフレーション後の曲率は「ほぼ」0である、つまり宇宙はほぼ平坦である。平坦な宇宙は開いているので、宇宙は熱的死を迎えると予想される。
ただし、インフレーション宇宙論は、曲率が「完全に」0であることを保証しない。曲率がわずかでも正だった場合、熱的死を迎えた宇宙は非常に長い時間の後に収縮に転じ、同じくらい長い時間の後にビッグクランチを迎える可能性がある。

### ダークマターの発見
従来の観測事実からは、宇宙の密度は宇宙を平坦にするには足りないと考えられてきた。そのため、インフレーション宇宙が予想する「平坦な宇宙」は観測による支持を受けていなかった。
しかしダークマターの間接的な観測結果が積み重ねられた結果、宇宙の密度の推定値は大きく増え、「平坦な宇宙」に観測による裏づけがつくようになった。

### 加速膨張の発見
ここまでの議論は、宇宙定数が0と仮定してきた。しかしWMAPなどの観測により、正の宇宙定数が宇宙膨張を加速している可能性が出てきた。
2003年、「宇宙は全ての物理的構造がバラバラになってしまうビッグリップ (big rip) によって終焉する」という論文が Robert R. Caldwell、Marc Kamionkowski、Nevin N. Weinberg によって Physical Review Letters 誌に掲載された。この仮説では宇宙定数が時間の増加関数になっているため、宇宙の膨張は通常のド・ジッター宇宙的加速膨張以上のペースで加速される。この強力な加速膨張により、宇宙膨張と切り離されて現在安定に存在している銀河や人間、バクテリア、砂粒に至るありとあらゆる物理的構造がいずれ素粒子にまでバラバラになってしまう。かくして宇宙は、永遠に加速しながらお互いから遠ざかる素粒子だけになってしまうと主張している。
しかし現在のところ、宇宙定数が時間の定数なのか、時間とともに変化するのかはまだ明らかになっていない。
2018年、すばる望遠鏡に取り付けた超広視野のカメラで約１千万の銀河を精密に観測した結果、宇宙を広げる暗黒エネルギーは想定されていたよりもそれほど増えておらず、宇宙は年齢の10倍ほどの時間(約1400億年)は確実に存在できることがわかった、という論文が東京大学と国立天文台などのチームによって公開された。

## 有限の宇宙で文明を永続させる方法
十分に進歩した宇宙文明ならば、有限のエネルギーを用いることで、無限の時間にわたり文明を存続する方法を見出すかもしれないと考えている物理学者もいる。低温死を迎えつつある宇宙でも、活動や思考の速度を徐々に落とし、半ば冬眠状態でいることで、文明が永遠に存続できるというのである。例えば、1億年に1クロックの情報処理しかしないとしても、永遠に宇宙が存続するのであれば、無限の主観時間を取り出すことができる（フリーマン・ダイソンの「永遠の知性」）。
ビッグクランチの渦中にある文明にとっては逆の方法もありえる。ビッグクランチから膨大なエネルギーを取り出し、終末が近づく以上に、生命活動をクロックアップし、有限の残り時間から無限の主観時間を取り出すのである（フランク・ティプラーの「オメガポイント」）。
また、佐藤勝彦やミチオ・カクは、エネルギーを集中させたり、高密度を作り出して、偽の真空を作り、相転移を起こして、人工的にインフレーションを起こして、宇宙の終焉までに新しい宇宙を作って脱出する方法の論文を書いている。
また、多元宇宙論に基づき、十分に発達した文明ならワームホールを通してまだ若い別の宇宙へ脱出できる可能性もある。
このような方法は理論的には可能かもしれないが、十分に発達した文明であってもそれがこれらの可能性を実現する方法を開発できるのかは明らかでない。

## 関連作品
- ドキュメンタリー『NHKスペシャル 宇宙 未知への大紀行』 第8回『宇宙に終わりはあるのか』
- 書籍『宇宙の終焉』（杉本大一郎、講談社 ブルーバックス、1978年、ISBN 4-06-117956-X）
- 書籍『宇宙に「終わり」はあるのか』（吉田伸夫、講談社 ブルーバックス、2017年、ISBN 978-4-06-502006-7）